# Parinari insularum
Parinari insularum är en tvåhjärtbladig växtart som beskrevs av Asa Gray. Parinari insularum ingår i släktet Parinari och familjen Chrysobalanaceae. Inga underarter finns listade i Catalogue of Life.